# Mustafa Topaloğlu (Sänger)

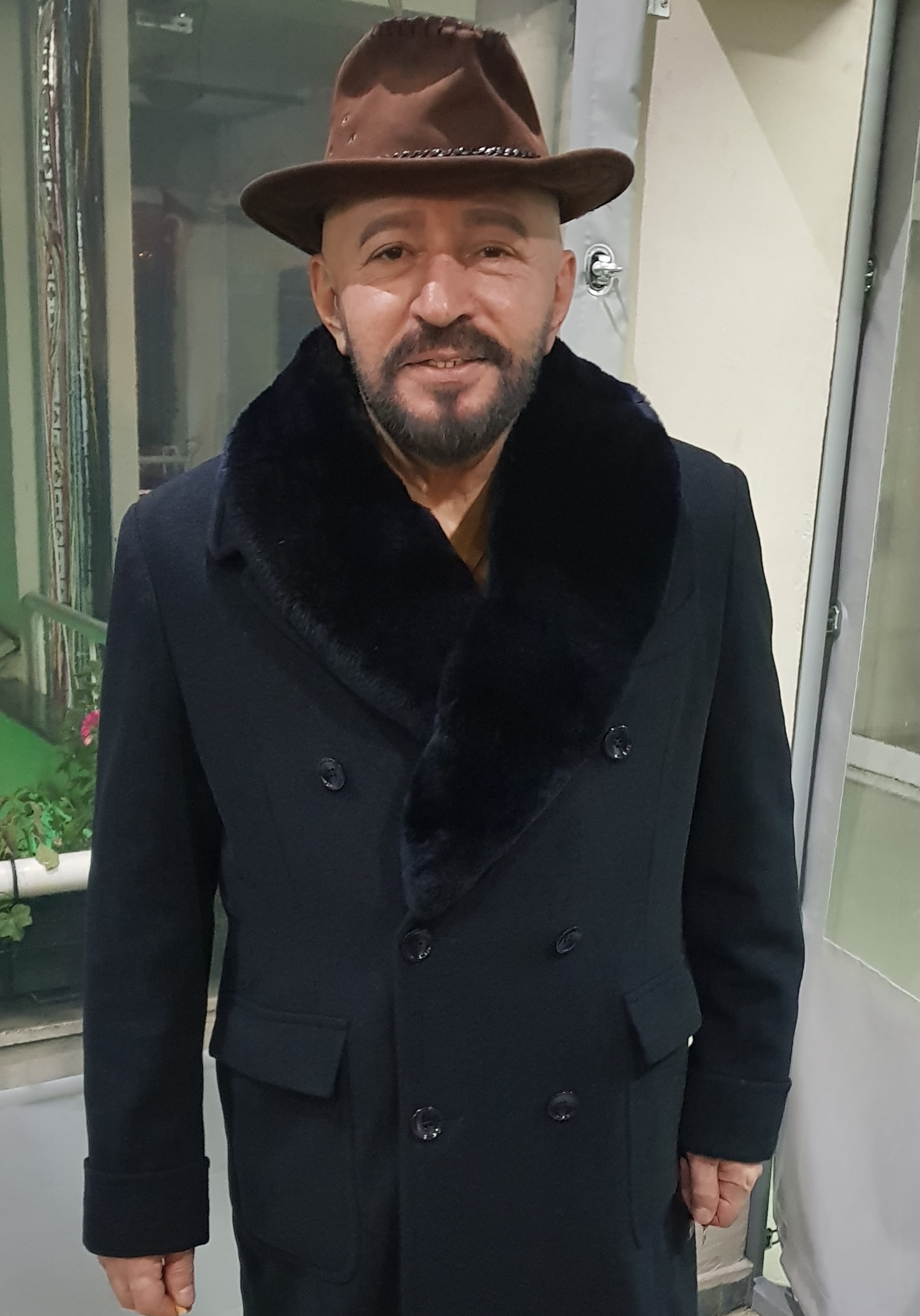
Mustafa Topaloğlu

Mustafa Topaloğlu (* 1957 in Hopa) ist ein türkischer Sänger.

## Leben und Karriere
Topaloğlu kam im Jahr 1957 in Hopa zur Welt. In den Zeitungsmedien wurde er als Uzaylı Türkücü bezeichnet. In den 1990er Jahren gründete er zusammen mit seinem Bruder Hilmi Topaloğlu ein Musikunternehmen. Er brachte zahlreiche Alben heraus, darunter Beyaz Gelin, Hedef Insanlik und Kafam Bozuk Bu Sıralar. 
Im Jahr 2012 nahm er an der Reality-Fernsehshow Survivor Türkiye teil.

## Privates
Seit 1976 ist Topaloglu mit Hasibe Topaloğlu verheiratet. Das Paar hat zwei Kinder. Sein Sohn Çağlayan Topaloğlu ist wie sein Vater Sänger.
Topaloglu ist ein großer Fan des ehemaligen US-Präsidenten Barack Obama und hat zudem auch ein Single über ihn herausgebracht.

## Diskografie

### EPs
- 2009: Spaceman
- 2014: Sultan Emine

### Singles (Auswahl)
- 1987: Muallim
- 2008: Sexy Mustafa
- 2009: Obama
- 2011: Gerizekalı Sevgilim Benim
- 2016: Tantana
- 2017: Yok Birşey
- 2019: Bir Rüzgar Esti Geçti
- 2020: Ya Herro Ya Merro
- 2022: Şampiyon Trabzon
- 2024: Aya Benzeyi Aya
- 2024: Harbi Tutuldum (mit Çağlayan Topaloğlu)

| Personendaten    | Personendaten      |
| ---------------- | ------------------ |
| NAME             | Topaloğlu, Mustafa |
| KURZBESCHREIBUNG | türkischer Sänger  |
| GEBURTSDATUM     | 1957               |
| GEBURTSORT       | Hopa               |